# Завальський Олександр Васильович
Олександр Васильович Завальський (нар. 3 листопада 1957, Київ) — український актор театру, кіно та дубляжу, режисер, педагог. Доцент кафедри сценічної мови Київського національного університету театру, кіно і телебачення імені Івана Карпенка-Карого. Заслужений артист України (2018). Грав у низці російських, українських (переважно російськомовних) серіалах й телефільмах.

## Біографія
Народився 3 листопада 1957 року у Києві.
У 1983 році закінчив Київський державний інститут театрального мистецтва імені Івана Карпенка-Карого (актор драматичного театру і кіно, клас народного артиста України А. Скибенка та народної артистки України І. Молостової).
З 1983 по 1985 року актор першої категорії Київського академічного театру ляльок. Одночасно грає в театрі «Новий експериментальний театр Пилипенка».
З 1985 по 1987 року навчався в асистентурі-стажуванні в Київському державному інституті театрального мистецтва імені Івана Карпенка-Карого за спеціальністю «театральне мистецтво», спеціалізація «сценічна мова».
З 1987 року викладач кафедри сценічної мови в КНУТКіТ імені Івана Карпенка-Карого. З 1988 року — старший викладач, а з 2003 року — доцент цієї кафедри.
У червні 2025 року кандидатуру Завальського Міністерство юстиції внесло на конкурс на посаду уповноваженого із захисту державної мови.

## Педагог сценічної мови
Серед його випускників заслужені та народні артисти України: Олег Стальчук, Руслана Писанка, Дмитро Лалєнков, Антон Мухарський, Володимир Ніколаєнко, Ірина Мельник та інші.
Паралельно з роботою в інституті:
- був керівником та учасником агітбригади Київмісьбуд-4,
- був керівником курсу та викладачем з майстерності актора та сценічної мови в Київській дитячій школі мистецтв № 2;
- викладав сценічну мову в Київському національному університеті культури і мистецтв та риторику в Київському Державному педагогічному університеті ім. І. П. Драгоманова, Київському Державному педагогічному інституті іноземних мов, Київській гімназії № 153 ім. О. С. Пушкіна, Київському ліцеї № 38 ім. В. М. Молчанова,
- від СТД України рецензував вистави та проводив тренінги з техніки мови в драматичних та лялькових театрах Чернівців, Одеси, Сум, Чернігова, Полтави.

З 1987 — консультант зі сценічної мови Київського академічного театру ляльок.
З 2014 викладає сценічну мову на кафедрі сценічного та аудіовізуального мистецтва Національної академії керівних кадрів культури і мистецтв.
Проводить тренінги та майстер-класи для політичних діячів, журналістів і ведучих на радіо та телебаченні.

## Актор, режисер та ведучий
У Київському державному театрі ляльок, приватному ляльковому театрі «Ілай» та Новому експериментальному театрі Пилипенка у 1983—1986 роках зіграв близько 20 ролей.
З 1985 до 1997 року працював на державному радіо України в молодіжній редакції «Молода гвардія» (надалі «Європа-центр») у якості автора та ведучого програм «Польова пошта», «Розрада» і «Зона тривоги нашої» та випускаючого режисера прямих ефірів Радіо «Промінь».
У 2001 році ‒ автор і ведучий програми «ОГО!» на Київській недержавній музично-інформаційній радіостанції «Радіо-Z». З 2003 по 2014 року на ТРК «Глас» ‒ ведучий телевізійних програм «Компас», «Сторінки Євангелія», «Погода в православному світі», «Світ Православ'я».
На базі Київської гімназії № 153 ім. О. С. Пушкіна та ліцею «ЕКО» № 198 створив самодіяльні дитячі драматичні театри.
Зіграв більше десяти ролей у кінофільмах «Наталка Полтавка», «Твоє мирне небо», «Троянди для маестро», серіалі «Мухтар» та інших.
Брав участь у театральних фестивалях, благодійних концертах, з читанням поезії був учасником програм на сценах провідних концертних залів України та передач на Українському радіо.
Режисер та актор з озвучування та дублювання художніх, телевізійних, науково-популярних, документальних і мультиплікаційних фільмів на всіх студіях дубляжу.
Станом творчої діяльності озвучив та здублював понад 20 тисяч художніх, телевізійних, документальних та мультиплікаційних фільмів українською та російською мовами.

## Консультант з української мови
У якості консультанта з української мови працював з ведучими програм «Погода» (УТ-1), «Новини» (ICTV, СТБ, Новий канал) та «З Ольгою» (ICTV), «Перша шпальта» (Суспільне телебачення, з 2018 року).

## Дублювання та озвучення
Сотні ролей українською та російською мовами для студій та телеканалів «1+1», «Le Doyen», «Tretyakoff Production» та інших.

## Громадська діяльність
У 2005 році був членом журі на Регіональному конкурсі самодіяльних читців УТОС.

## Фільмографія
- «Наталка Полтавка» (1978)
- «Твоє мирне небо» (1984)
- «І в звуках пам'ять відгукнеться» (1986)
- «Повернення Мухтара-7» (2011)
- «Особиста справа» (2014)
- «Пес» (2015)
- «Гречанка» (2015)
- «Запитайте у осені» (2016)
- «Доля на ім'я любов» (2016)
- «Що робить твоя дружина» (2017)
- «Спокуса» (2017)
- «На самій межі» (2018)
- «Потрібен чоловік» (2018)
- «Доньки-матері» (2018—2019)
- «Бідна Саша» (2020)

## Відзнаки
- Заслужений артист України (1 грудня 2018) — з нагоди 27-ї річниці підтвердження всеукраїнським референдумом Акта проголошення незалежності України 1 грудня 1991 року[3].